# ملکوت (فیلم)
ملکوت چهارمین و آخرین فیلم بلند خسرو هریتاش است که براساس داستانی به همین نام از بهرام صادقی ساخته شد. این فیلم رنگی، محصول سازمان گسترش صنایع سینمایی ایران به تهیه‌کنندگی بهمن فرمان‌آرا در سال ۱۳۵۵ ایران می‌باشد.
بر اساس برخی جراید فیلمنامه ملکوت نوشته‌ی محمدرضا اصلانی است.
پوسترهای فیلم ملکوت اثر مرتضی ممیز است

## خلاصه داستان
مودت در یک مهمانی، که در باغش برگزار کرده، مسموم می‌شود. دوستانش او را برای معالجه به مطب دکتر حاتم می‌برند. دکتر در گفتگو با منشی جوان مودت، خود را از شایعاتی که درباره‌اش بر سر زبان‌ها است، تبرئه می‌کند. دکتر حاتم از بیمارش "م.ل" می‌گوید که در طبقهٔ دوم محل سکونت او بستری است و اصرار دارد که تنها عضو باقی ماندهٔ بدنش قطع شود. دکتر حاتم و منشی جوان به زیر زمین مطب که محل زندگی «شکوه» نوکر سیاه و دو رگهٔ  م.ل است می‌روند. منشی در تابوتی، که م.ل همراه خود آورده، با جسد مومیایی پسر جوان  م.ل روبه‌رو می‌شود. پسر جوان  م.ل مرید دکتر حاتم بوده و توسط پدر کشته شده است، و م. ل از بابت فاصله‌ای که دکتر حاتم بین او و فرزندش به وجود آورده درصدد گرفتن انتقام از اوست. شکوه اوقاتش را با ساغر، همسر جوان دکتر حاتم، می‌گذراند. دکتر حاتم که همهٔ شاگردان و همسرانش را به قتل رسانده ساغر را به جرم خیانت خفه می‌کند. م.ل قبل از آن که دست راست خود را قطع کند، خاطراتش را می‌نویسد. او به دکتر حاتم پیشنهاد می‌کند که آمپولی به او تزریق کند تا حیات شادی‌آور برایش به ارمغان بیاورد. دکتر حاتم اهالی شهر را با تزریق آمپول مسموم کرده تا وجود آلودهٔ آن‌ها را از روی زمین پاک کند م.ل را نیز با تزریق آمپول مسموم می‌کند، و سپس به شهری دیگر می‌رود تا مجددا نقشهٔ خود را در مورد اهالی آنجا نیز عملی کند

## بازیگران
1. بهروز وثوقی در نقش دکتر حاتم
2. عزت‌الله انتظامی در نقش  م.ل
3. ژاله سام در نقش ساغر
4. جمشيد گرگين در نقش منشی مودت
5. كامران نوزاد در نقش مودت
6. محمد حاج‌حسینی در نقش شکوه
7. مسعود مكاتيان در نقش پسر م.ل
8. پری امیرحمزه
9. صابر آتشين
10. هدايت‌الله نويد
11. فريد كتابی
12. عصمت تابش
13. عرش پورزارعی
14. تقی سپيدجامه
15. مهرداد حاج‌رسولی
16. سعيد پناهنده

## نمایش فیلم
- این فیلم، تنها یکبار در تاریخ شنبه  ۱۳ آذر ۱۳۵۵ ساعت ۴ بعد از ظهر در پنجمین دورهٔ جشنواره جهانی فیلم تهران در سینما دیاموند به نمایش در آمد و هیچگاه به نمایش عمومی نرسید.

## تولید فیلم
- پایان فیلم‌برداری فیلم در تاریخ سه‌شنبه ۱۳ مهر ۱۳۵۵[۲].
- محل فیلم‌برداری در شهر ماکو

## جوایز و جشنواره‌ها
- بهروز وثوقی برای بازی در این فیلم، نامزد جایزه بز بالدار بهترین بازیگر نقش اول مرد در پنجمین دورهٔ جشنواره جهانی فیلم تهران در سال ۱۳۵۵ شد.

## توضیحات
برخلاف شایعات و حرف و حدیث هایی که پیرامون نایاب بودن و نابود شدن این فیلم سینمایی مطرح میشود، این فیلم نایاب نمیباشد و یک نسخه از آن در فیلمخانه ملی موجود میباشد. هوشنگ گلمکانی مدیر مسئول و صاحب امتیاز ماهنامهٔ فیلم امروز و مدون کتاب آقای بازیگر (عزت‌الله انتظامی) نیز در مصاحبه ای اعلام کرد یک نسخه از این فیلم در اختیار فیلمخانه ملی هست و نسخه ای دیگر نیز در دست بنیاد مستعضفان نیز بوده که خود وی نیز در نوشتن کتاب آقای بازیگر ، حلقه پایانی ( که شامل تیتراژ آخر فیلم بود ) آنرا از بنیاد مستضفان قرض کرد و اطلاعات فیلم را در کتاب به نگارش درآورد.